# Бабино (Московская область)
Бабино — деревня сельского поселения Волковское Рузского района Московской области. Население — 66 чел. (2010), в деревне числится 1 улица — Лесная. До 2006 года Бабино входило в состав Волковского сельского округа.
Деревня расположена в центральной части района, в 7 километрах севернее Рузы, на берегу одного из северных заливов Озернинского водохранилища (бывшая долина реки Вейна), высота центра над уровнем моря 202 м. У южной окраины проходит автодорога А108 Московское большое кольцо.

## Население
| 2002 | 2006 | 2010 |
| ---- | ---- | ---- |
| 2    | ↗57  | ↗66  |